# (5409) Saale
(5409) Saale est un astéroïde de la ceinture principale

## Description
(5409) Saale est un astéroïde de la ceinture principale. Il fut découvert le .30 septembre 1962 à Tautenburg par Freimut Börngen. Il présente une orbite caractérisée par un demi-grand axe de 2,62 UA, une excentricité de 0,16 et une inclinaison de 8,8° par rapport à l'écliptique.

## Compléments